# Eusebio Asquerino

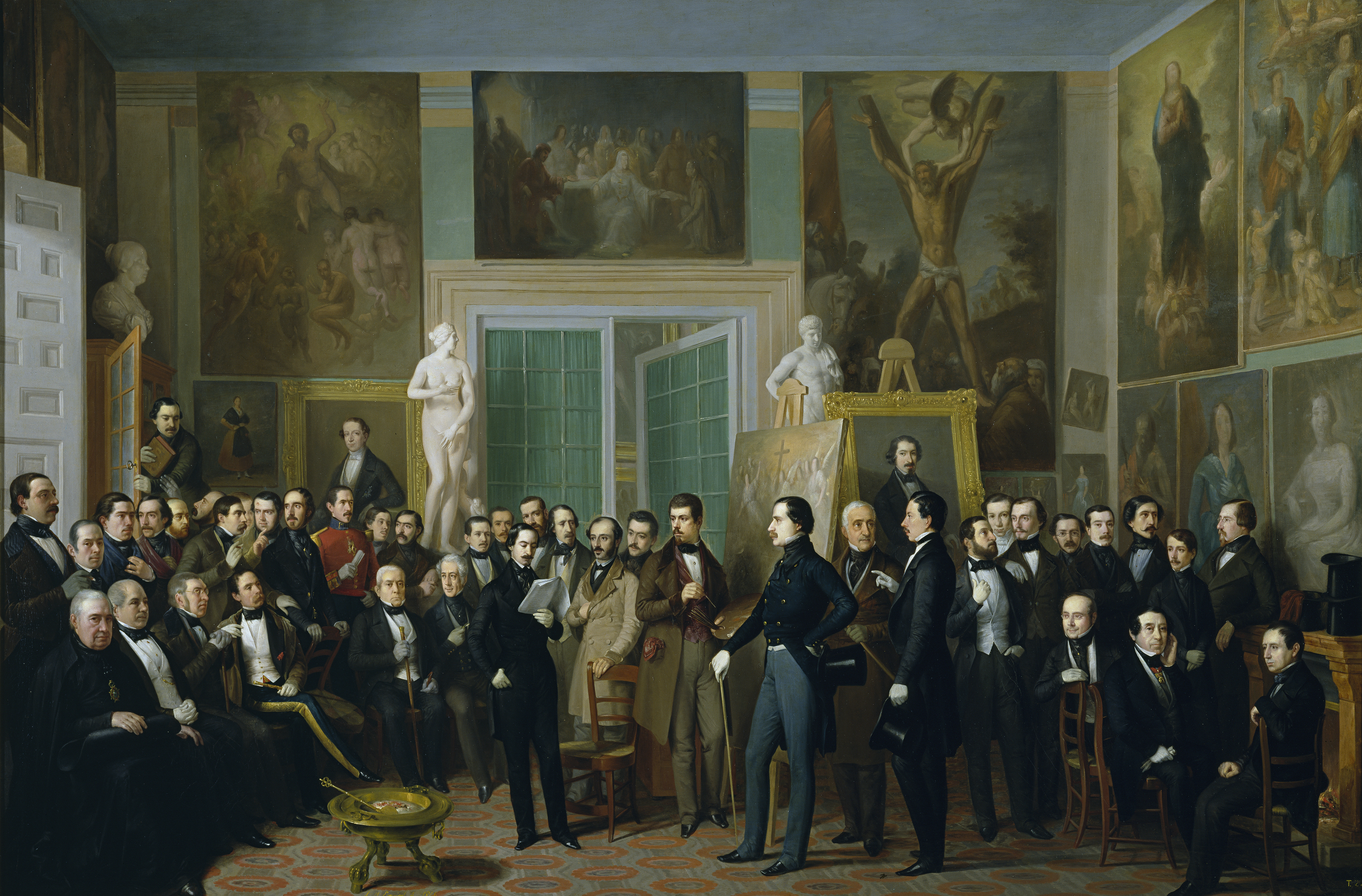
Eusebio Asquerino retratado en Los poetas contemporáneos por Antonio María Esquivel 1846 - Museo del Prado, Madrid

Eusebio Asquerino García (Sevilla, 14 de noviembre de 1822-Madrid, 14 de marzo de 1892) fue un escritor español, hermano del también escritor Eduardo Asquerino.

## Biografía
Era hijo de Antonio Asquerino Martínez Llorente, un teniente retirado perseguido por su ideología liberal, y de María García Ramírez. Según Mario Méndez Bejarano, estudió Leyes en Alcalá de Henares y después en Madrid “con tal aprovechamiento y precocidad que a los dieciocho años ganó el título de bachiller en Leyes y el 22 de octubre de 1838 se licenció a claustro pleno con todo ceremonial”. Desde muy joven cultivó la poesía y desde 1837 figuraba entre la juventud republicana junto a José Espronceda y Martínez Villergas, pero entre 1841 y 1849 se dedicó al periodismo y al teatro y frecuentó El Parnasillo; en efecto, su primera pieza dramática estrenada fue Gustavo Wasa, el libertador de Suecia, en el teatro del Príncipe (1841); sus dramas históricos solían incluir una interpretación política liberal y popular, como notó el crítico agustino Francisco Blanco García:

Eusebio Asquerino rara vez desmintió su tendencia propagandista y su afán por llevar al teatro los odios de secta y las ilusiones políticas. Para él no hay distinción de edades porque no divisa en todas sino las truculentas cavilaciones de un tirano y el heroísmo de la ideal víctima, llamada pueblo, personificación de la justicia y el deber. Sobre esta perenne equivocación estriba el andamiaje de sus tramoyas escénicas, dirigidas a un fin práctico que a veces toma la máscara de patriotismo averiado, a veces se transforma en proclama revolucionaria y, casi siempre, pide el acompañamiento del himno de Riego. Asquerino, a quien debe contarse entre los fundadores del partido republicano español, se dio a conocer con el drama histórico Doña Urraca, al que suceden en poco tiempo Gustavo Wassa, La judía de Toledo, Españoles sobre todo, Juan de Padilla, Don Sancho el Bravo y La Princesa de los Ursinos. Consecuente en sus planes de reforma social, refundió la antigua comedia de don Juan de Matos Fragoso Lorenzo me llamo y carbonero de Toledo, cuyo asunto deslumbró a Asquerino por lo nivelador y democrático.

También hizo algunos otros arreglos de originales castellanos del siglo XVII, como Entre bobos anda el juego, de Rojas, y escribió las comedias Un verdadero hombre de bien, Lo que es el mundo y Por no ocultar una falta.
Fue redactor o director de los periódicos El Alba (1838-1839), El Peninsular (1842), demócrata, republicano y antiesparterista (estuvo a punto de ser condenado a muerte por algunos artículos); El Eco de la Revolución (1843), El 1.º de Septiembre (1843), El Tío Vivo (1845) y El Universal (1869). Cooperó en la Revolución de septiembre de 1868 y le dieron el puesto de director general de Correos, en el que sustituyó a su hermano. Estuvo vinculado al Partido Democrático. Con su hermano editó el diario furierista La Libertad, y también tomó parte muy activa en la revista quincenal La América, habiendo sustituido (1870) en la dirección de la misma a su hermano, que la fundó en 1857. En esta revista expuso muchas de sus ideas democráticas, y se mostró partidario del iberismo. Murió en el Hospital Provincial de Madrid ocupando una de las camas de distinguidos de que disponía la Asociación de Escritores y Artistas.
Fue autor de un tomo de Poesías (1870) que revelan influencia de José de Espronceda y de José Zorrilla. Algunas tienen matiz progresista, como A Lincoln (1865), donde condena la esclavitud, y El obrero (1869). Así, escribe en "Lincoln":

La infame esclavitud del ser humano / manchó la obra de Washington grandiosa. / ¡El pueblo rey, el libre americano / sancionar pudo la opresión odiosa! / Cáncer profundo, lepra maldecida, / del Estado minaba la existencia / secando los raudales de la vida, / oscureciendo el Sol de la conciencia. / ¡Y el hombre tiraniza a sus iguales / legándoles de mártires la palma! / ¡Y viola sus derechos inmortales, / el don de Dios, la libertad del alma!

Como su hermano Eduardo cultivó el teatro, y dejó varias obras en colaboración: Doña Urraca (1865), La judía de Toledo (1843), Casada, virgen y mártir (1843), Españoles sobre todo (1844), que fue un gran éxito (el autor tuvo que salir a escena treinta veces en su estreno) y se representó en toda España durante toda esa década, causando gran polémica por su espíritu antiborbónico (trataba sobre las maquinaciones previas a la Guerra de Sucesión Española a comienzos del siglo XVIII); incluso tuvo dos continuaciones y Los tesoros del rey (1850). Con otros colaboró más ocasionalmente (Gregorio Romero Larrañaga, Antonio García Gutiérrez).

## Obras

### Teatro
- Doña Urraca, drama en 4 jornadas, Madrid, Repullés, 1838
- Con Agustín Alfaro y Godínez, Por ocultar una falta aparecer criminal, comedia en 1 acto, Madrid, Boix, 1840
- Gustavo Wasa, drama en 4 jornadas, Madrid, Boix, 1841
- La Judía de Toledo, drama en 4 jornadas, Madrid, Repullés, 1842
- Españoles sobre todo, drama en 4 actos, Madrid, Repullés, 1844
- Con Gregorio Romero Larrañaga, Felipe el Hermoso, drama en 4 actos, Madrid, Repullés, 1845
- Un verdadero hombre de bien, comedia en 3 actos, primera parte, Madrid, Repullés, 1845
- Con Eduardo Asquerino, Haz bien sin mirar a quién, comedia original en un acto y en verso, Madrid, Repullés, 1845
- Los dos tribunos, drama en 4 actos, Madrid, Repullés, 1845
- Obrar cuan noble aún con celos, drama en 3 actos, Madrid, Repullés, 1845
- Juan de Padilla, drama en 4 actos, Madrid, Repullés, 1846
- Venganza de un caballero y juramento de un rey, drama caballeresco en 3 actos, Madrid, Repullés, 1846
- Con Eduardo Asquerino, Uno de tantos, comedia en 3 actos, original y en verso, Madrid, Joyas del Teatro, ¿1846?
- Con Eduardo Asquerino, Españoles sobre todo, segunda parte, drama en 3 actos, Madrid, Imprenta de D. José de Rojas, 1847
- Por amar perder un trono, drama en 3 actos, Madrid, Imprenta de D. José de Rojas, 1847
- Lo que es el mundo, comedia en 4 actos, Madrid, Imprenta de C. González, 1848
- Con Eduardo Asquerino, Un verdadero hombre de bien, segunda parte, comedia en 3 actos, Madrid, Imprenta de J. González y A. Vicente, 1848
- Con Eduardo Asquerino, La gloria del arte, drama original en tres actos y en verso, Madrid, Imprenta de la Sociedad de Operarios, 1848
- D. Sancho el Bravo, drama en 3 actos, Madrid, Imprenta de la Sociedad de Operarios, 1848
- Con Eduardo Asquerino y Antonio García Gutiérrez, El tejedor de Játiva, drama en 3 actos, Madrid, Biblioteca Dramática, 1849
- Con Gregorio Romero Larrañaga, Juan Bravo el Comunero, drama en 4 actos, Madrid, Imprenta de T. Fortanet, 1849
- Con Eduardo Asquerino, Las guerras civiles, drama original en 3 actos, Madrid, Imprenta de la Viuda de D. R. J. Domínguez, 1849
- Arcanos del alma, drama en 3 actos, Madrid, Imprenta de F. del Castillo, 1851
- El caballero feudal, drama en 3 actos, Madrid, Imprenta de F. del Castillo, 1853
- Las dos reinas, drama en 3 actos, Madrid, Imprenta de J. Rodríguez, 1854

### Lírica
- Poesías, Madrid, Imprenta La América, 1870.